# Política de inmigración de los Estados Unidos
La política federal supervisa y regula la inmigración y la ciudadanía de los Estados Unidos . El Congreso de los Estados Unidos tiene autoridad sobre la política de inmigración en los Estados Unidos y delega su aplicación al Departamento de Seguridad Nacional.Históricamente, Estados Unidos atravesó un descontrolado período de política de inmigración a principios del siglo XIX, seguido de un período de política de inmigración estricta a finales del siglo XIX y principios del XX. Las áreas de política relacionadas con el proceso de inmigración incluyen la política de visas, la política de asilo y la política de naturalización . Las áreas de política relacionadas con la inmigración ilegal incluyen la política de aplazamiento y la política de expulsión .

## Desarrollo de políticas
El artículo uno de la Constitución de los Estados Unidos faculta directamente al Congreso para establecer leyes relativas a la naturalización. Fallos contra la Corte Suprema como Chae Chan Ping contra Estados Unidos en 1889 y Fong Yue Ting contra Estados Unidos en 1893; sostienen que los poderes del Congreso sobre política exterior se extienden a la legislación relativa a la inmigración.  La Decimocuarta Enmienda a la Constitución otorga la ciudadanía por nacimiento a través de la Cláusula de Ciudadanía . Históricamente, la inmigración a los Estados Unidos ha sido regulada a través de una serie de Leyes de Naturalización y Leyes de Inmigración .
Desde 2003, el Departamento de Seguridad Nacional ha sido responsable de llevar a cabo la política de inmigración en los Estados Unidos y el departamento tiene tres agencias que supervisan la inmigración. La Aduana y Protección Fronteriza es responsable del control fronterizo. El Servicio de Inmigración y Control de Aduanas es responsable de hacer cumplir la ley en las fronteras nacionales y de hacer cumplir las leyes contra la inmigración ilegal. Los Servicios de Ciudadanía e Inmigración son responsables de tramitar la inmigración legal y la naturalización.  Otras agencias involucradas en la política de inmigración incluyen la Oficina Ejecutiva para la Revisión de Inmigración del Departamento de Justicia y la Oficina de Reasentamiento de Refugiados del Departamento de Salud y Servicios Humanos .

## Historia

### Siglo 18
Estados Unidos no legisló a profundidad sobre inmigración durante los siglos XVIII y XIX, lo que resultó en una política de fronteras abiertas. La ciudadanía estaba restringida por motivos de raza. La inmigración y la naturalización normalmente se legislaban por separado en ese momento; sin coordinación entre las políticas sobre las dos cuestiones.  La Ley de Naturalización de 1790 fue la primera ley federal que gobernó el proceso de naturalización en los Estados Unidos; Restringir la naturalización a inmigrantes blancos.  Varias leyes de naturalización adicionales modificaron los términos de la naturalización en las décadas de 1790 y 1800.

### Siglo 19
Para proteger los derechos de los esclavos liberados recientemente, la Ley de Derechos Civiles de 1866 garantizó que a todas las personas nacidas en los Estados Unidos se les concediera automáticamente la ciudadanía.  Este derecho fue incluido en la Constitución bajo la Cláusula de Ciudadanía con la ratificación de la Decimocuarta Enmienda en 1868. El proceso de naturalización se amplió para incluir a los afroamericanos con la Ley de Naturalización de 1870, pero la inmigración procedente de China fue prohibida explícitamente en virtud de la Ley de Exclusión China de 1882. A medida que más personas de distintos países inmigraban a los Estados Unidos, los tribunales tenían la tarea de determinar el origen racial de los posibles ciudadanos y  determinar la elegibilidad.  En 1898, la Corte Suprema dictaminó en Estados Unidos contra Wong Kim Ark que la ciudadanía por nacimiento se aplicaría a los hijos de inmigrantes chinos. 

### Siglo 20
La Ley de Naturalización de 1906 creó la Oficina de Inmigración y Naturalización para organizar la política de inmigración.  La inmigración a los Estados Unidos desde Japón terminó en 1907 tras un acuerdo informal entre los dos países, y las restricciones de inmigración a los países del este de Asia, se ampliaron mediante la Ley de Inmigración de 1917 y la Ley de Inmigración de 1924 . La inmigración procedente de China no se restablecería hasta que se aprobara la Ley Magnuson en 1943.
La Ley de Cuotas de Emergencia de 1921 estableció el primer sistema de cuotas para restringir la cantidad de inmigrantes de un país determinado.  El Servicio de Inmigración y Naturalización se creó en 1933 combinando la Oficina de Inmigración y la Oficina de Naturalización. La Ley de Nacionalidad de 1940 se aprobó para crear un código unificado de leyes de naturalización de los Estados Unidos.  Después de la Segunda Guerra Mundial, la El acta de las Novias de Guerra permitió exenciones de las cuotas de inmigración para los familiares inmediatos de los miembros del servicio estadounidense.  La Ley Luce-Celler de 1946 hizo que los inmigrantes de India y Filipinas fueran elegibles para la ciudadanía, aunque limitó la entrada a 100 inmigrantes por país por año.  La Ley de Inmigración y Nacionalidad de 1952 se aprobó para crear un código unificado de leyes de inmigración de los Estados Unidos, y la Ley de Inmigración y Nacionalidad de 1965 derogó el sistema de cuotas que se utilizaba para limitar la inmigración de cada país.  
La guerra de Vietnam resultó en un aumento significativo de inmigrantes y refugiados a los Estados Unidos desde el sudeste asiático.  La Ley de Refugiados se aprobó en 1980 para establecer un marco legal para aceptar refugiados, y la Ley de Regreso a Casa Estadounidense otorgó un estatus preferencial a los hijos inmigrantes de miembros del servicio estadounidense. La Ley de Control y Reforma de la Inmigración de 1986 proporcionó un camino hacia la residencia permanente para algunos inmigrantes indocumentados, pero prohibió que los empleadores contrataran inmigrantes indocumentados.  La inmigración fue reformada significativamente por la Ley de Inmigración de 1990, que estableció un límite de 700.000 inmigrantes anualmente y cambió los estándares de inmigración.  La IIRIRA se aprobó en 1996 para aplicar restricciones a los inmigrantes indocumentados. 

### Siglo 21
En 2001, la Corte Suprema dictaminó que los inmigrantes no pueden ser detenidos indefinidamente si ningún país los acepta para su deportación en Zadvydas v. Davis .  La aplicación de la ley de inmigración fue reformada después de los ataques del 11 de septiembre, cambiando el enfoque hacia la seguridad nacional. El Servicio de Inmigración y Nacionalización se dividió en Servicios de Ciudadanía e Inmigración, Servicio de Inmigración y Control de Aduanas y Aduanas y Protección Fronteriza.  La Ley ID verdadera de 2005 impuso restricciones a las personas que solicitaban asilo, y la Ley de Valla Segura de 2006 inició el proceso de construcción de una valla a lo largo de la frontera entre México y Estados Unidos .
Después del fracaso de la Ley de Seguridad Fronteriza, Oportunidades Económicas y Modernización de la Inmigración de 2013, no se ha promulgado ninguna legislación significativa de reforma migratoria a nivel federal. El presidente Obama implementó la Acción Diferida para los Llegados en la Infancia en 2012, la cual, a partir de 2023, tiene prohibido aceptar nuevos beneficiarios. Sin embargo, esta acción no ha sido revocada por el presidente Biden debido a decisiones de la Corte Suprema de los Estados Unidos en casos como Texas (2016) y Departamento de Seguridad Nacional contra Regents de la Universidad de California (2020).

## Inmigración legal

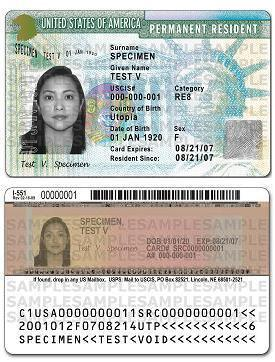
Una green card estadounidense que denota residencia permanente legal.

El sistema de inmigración de los Estados Unidos se fundamenta en la Ley de Nacionalidad de 1965 y la Ley de Inmigración de 1990 (INA). Los Servicios de Ciudadanía e Inmigración son los encargados de revisar las solicitudes de inmigración y gestionar el proceso correspondiente. La INA permite que Estados Unidos conceda aproximadamente 675,000 visas de inmigrante permanente anualmente. Además de estas visas permanentes, la INA no establece un límite para la admisión anual de ciudadanos estadounidenses, como cónyuges, padres e hijos menores de 21 años.
Las relaciones familiares, los lazos laborales o la necesidad de protección humanitaria son las razones principales por las que los inmigrantes buscan obtener residencia temporal o permanente en Estados Unidos. Además, cada año, el presidente (actualmente Joe Biden) debe dirigirse al Congreso y establecer la cantidad anual de refugiados que serán admitidos en los Estados Unidos a través del Programa de Admisión de Refugiados.
Cuando una persona migra legalmente a los Estados Unidos, obtiene una visa de inmigrante y se convierte en Residente Permanente Legal (LPR).

### Política de visas
Para solicitar la entrada a los Estados Unidos, los posibles inmigrantes deben presentar una solicitud y ser aceptados para obtener una visa de viaje. Aquellos inmigrantes que buscan residencia permanente reciben una "tarjeta verde", que los designa como residentes permanentes legales. Anualmente, se otorgan aproximadamente un millón de tarjetas verdes.
Entre los años 2013 y 2017, el 45% de los beneficiarios de la tarjeta verde eran familiares directos de ciudadanos estadounidenses, mientras que otro 21% eran patrocinados por familiares. El 14% de los beneficiarios obtuvieron tarjetas de residencia por motivos laborales, y el 13% las recibieron como refugiados. Además, el Programa de Visas de Inmigrante de Diversidad otorga anualmente 55,000 tarjetas de residencia a solicitantes de todo el mundo.
Aquellas personas que buscan residencia temporal en los Estados Unidos deben solicitar una visa temporal. Los solicitantes aprobados están autorizados a permanecer por un período determinado y, dependiendo de la categoría de su visa, pueden tener autorización para trabajar o asistir a la universidad en los Estados Unidos.
Los miembros del Congreso tienen la facultad de presentar proyectos de ley privados que otorgan la residencia a personas específicas designadas. Un comité especial examina estas solicitudes, las cuales requieren documentación extensa. La Agencia Central de Inteligencia (CIA) cuenta con la autoridad legal para admitir hasta cien personas al año fuera de los procedimientos normales de inmigración, asegurándose de facilitar su asentamiento y brindar apoyo. Este programa es conocido como "PL110", nombrado así en referencia a la legislación que creó la agencia, la Ley Pública 110, también llamada Ley de la Agencia Central de Inteligencia.
Históricamente, se aprobaron leyes como la Ley de Novias de Guerra de 1945 al finalizar la Segunda Guerra Mundial y la Ley de Regreso a Casa Estadounidense de 1988 para permitir que los familiares inmediatos de los miembros del servicio estadounidense inmigraran a los Estados Unidos después de una guerra importante. En 2013, se estableció el programa de libertad condicional para ofrecer residencia temporal a los familiares inmediatos del personal militar en servicio activo mientras solicitaban la residencia permanente legal.
A los hijos nacidos en el extranjero de personal militar se les concede automáticamente la ciudadanía estadounidense si sus padres son ciudadanos estadounidenses. Estos niños son procesados a través de Informes Conciliarios de Nacimiento en el Extranjero.
Existen diversas categorías de visas de no inmigrante para solicitar la entrada a los Estados Unidos por períodos cortos de tiempo y para propósitos específicos. Se establecen varios requisitos para obtener una visa, como el pago de la tarifa de visa, la presentación de una fotografía aceptable, el llenado de la solicitud de visa DS-160, la presentación de documentos requeridos y la programación de una cita para la entrevista de visa. Las cuatro categorías principales de visas son turista, inmigración, estudiante y trabajo.
Para obtener una visa de turista, es necesario obtener una visa de visitante (B-2), a menos que se cumplan los requisitos para el Programa de Exención de Visa. La educación internacional es respaldada por los Estados Unidos, dando la bienvenida a estudiantes extranjeros y visitantes de intercambio. Para obtener una visa de estudiante, los estudiantes deben ser admitidos en las escuelas elegidas o en los programas de patrocinadores correspondientes.
Una visa de negocios requiere una visa de visitante (B-1), a menos que se cumplan los requisitos para el Programa de Exención de Visa. Los trabajadores temporales deben cumplir con los requisitos de la categoría de visa disponible según su propósito laboral.
A aquellos inmigrantes que buscan residencia permanente se les otorga una tarjeta verde (visa de inmigrante), lo que les permite trabajar legalmente, viajar al extranjero y regresar, traer a sus hijos y cónyuge, y ser elegibles para la ciudadanía. Anualmente se otorgan aproximadamente un millón de tarjetas verdes. En 2019, el 13,7% de los residentes nacidos en el extranjero poblaron los Estados Unidos.

### Política de asilo

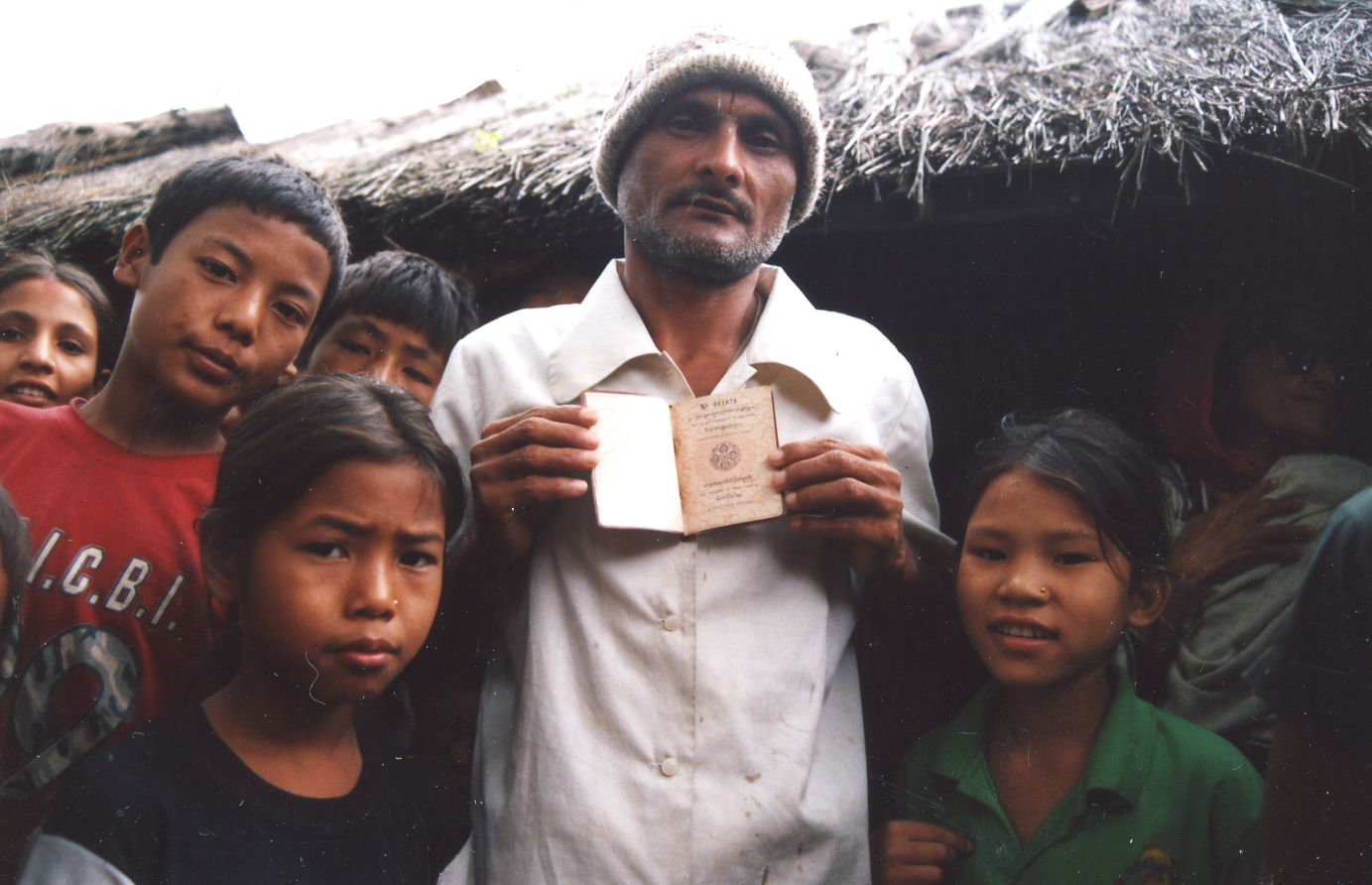
Estados Unidos ofreció reasentar a 60.000 refugiados Butaneses en 2008. Uno de ellos representado aquí con pasaporte Butanés.

La política de asilo de los Estados Unidos está regida por la Ley de Refugiados de 1980. Según esta legislación, Estados Unidos reconoce como refugiados a aquellos individuos que tienen un "temor fundado de persecución", en consonancia con la definición establecida por las Naciones Unidas. La ley también estableció la Oficina de Reasentamiento de Refugiados dentro del Departamento de Salud y Servicios Humanos para supervisar la política de asilo.
Además de reconocer a los refugiados, la Ley de Refugiados proporciona un mecanismo para ajustar el límite de admisión anual de refugiados, permitiendo la flexibilidad en situaciones específicas. Este enfoque busca abordar las necesidades cambiantes y las crisis humanitarias que pueden surgir en el ámbito internacional.
Solicitar el estatus de refugiado es un proceso independiente de solicitar la entrada como migrante económico. Los refugiados pueden presentar su solicitud desde su país de origen o dentro del primer año de haber ingresado a los Estados Unidos. En el proceso de solicitud, también se tienen en cuenta los cónyuges e hijos de aquellos que buscan asilo, y los niños no acompañados tienen la posibilidad de presentar su solicitud de forma independiente.
Para calificar para el asilo, las solicitudes deben cumplir con la definición legalmente reconocida de refugiado. Además, los solicitantes no deben tener antecedentes de delitos graves y no pueden haber sido reasentados previamente en otro país. Estos requisitos garantizan que el estatus de refugiado se otorgue a aquellos que enfrentan persecución y tienen una necesidad genuina de protección en los Estados Unidos.
Después de la aprobación de la Ley de Refugiados en 1980, Estados Unidos aceptó a 207,000 refugiados en el primer año. En 2014, el número de solicitantes de asilo aceptados en Estados Unidos fue de aproximadamente 120,000, en comparación con alrededor de 31,000 en el Reino Unido y 13,500 en Canadá. Durante la administración Trump, la política de asilo en Estados Unidos fue más estricta, lo que resultó en una reducción significativa en la cantidad de refugiados aceptados y en la asignación de recursos para el procesamiento de solicitudes, generando importantes retrasos.
En 2021, la administración Biden aumentó el límite anual de refugiados de 15,000, establecido por el presidente Trump, a 62,500, con la intención de incrementarlo a 125,000 al año siguiente. Para el año 2020, la acumulación de solicitudes de asilo ascendió a más de 290,000 solicitantes, lo que destaca la complejidad y la magnitud de los desafíos relacionados con el sistema de asilo en Estados Unidos.
Durante las décadas de 1970 y 1980, la política de asilo de Estados Unidos se focalizó en el sudeste asiático, principalmente debido a la guerra de Vietnam. En 1989, Estados Unidos amplió el número de refugiados europeos al aceptar refugiados soviéticos y en 1999 al aceptar refugiados kosovares. Durante la década de 2000, los refugiados procedían principalmente de Somalia, Cuba y Laos, con un aumento significativo de refugiados birmanos y butaneses en 2008.
En 2016, los refugiados provenientes de la República Democrática del Congo, Siria y Myanmar representaron casi la mitad de todos los refugiados que ingresaron a Estados Unidos. Este cambio en las regiones de origen refleja las transformaciones en las crisis y conflictos a nivel mundial que afectan a las poblaciones desplazadas y buscan asilo en Estados Unidos.

### Política de naturalización

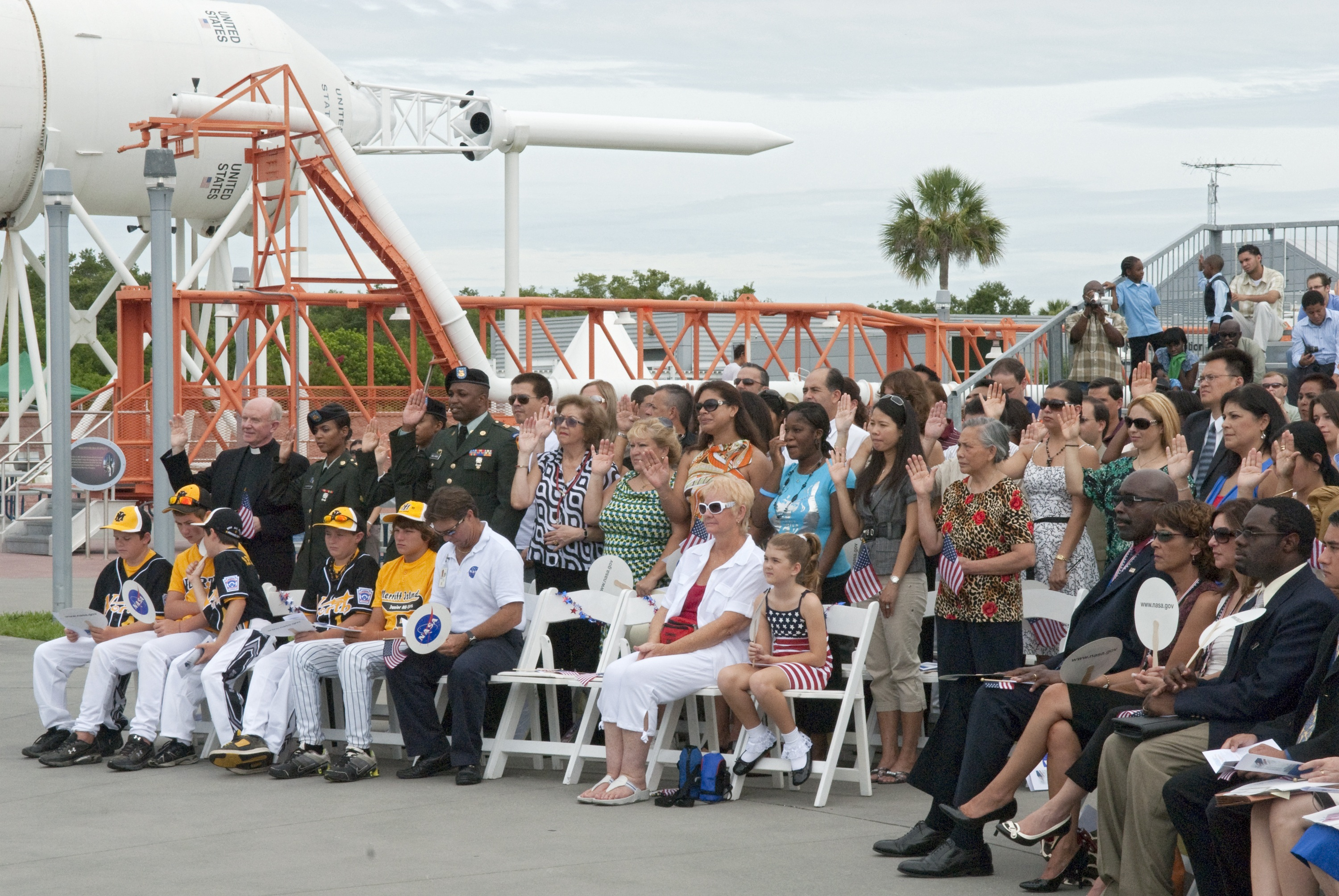
Los inmigrantes en los Estados Unidos hacen el juramento de lealtad para convertirse en ciudadanos. 2010.

La naturalización es el proceso mediante el cual un inmigrante se convierte en ciudadano de los Estados Unidos. El Congreso tiene la autoridad directa, según la Constitución, para legislar sobre la naturalización. Este proceso está regulado por las Leyes de Inmigración y Nacionalidad de 1952 y 1965, y es supervisado por los Servicios de Ciudadanía e Inmigración.
Para ser elegible para la naturalización, el solicitante debe tener al menos 18 años, haber establecido residencia permanente durante al menos cinco años, poseer un dominio básico del inglés y conocimientos fundamentales de educación cívica estadounidense. Los solicitantes también deben participar en una entrevista con los Servicios de Ciudadanía e Inmigración para demostrar su dominio del inglés y aprobar el American Civics Test. El 91% de los solicitantes tienen éxito tanto en las pruebas de inglés como en las de civismo. Aquellos a quienes se les concede la naturalización prestan el juramento de lealtad.
Durante la década de 2010, más de 7.3 millones de inmigrantes se naturalizaron. En 2020, los países de origen más comunes para los inmigrantes naturalizados fueron México, India, Filipinas, Cuba y China.
La Corte Suprema dictaminó que la ciudadanía múltiple es legal en Kawakita contra Estados Unidos y Schneider contra Rusk .  

## Inmigración ilegal

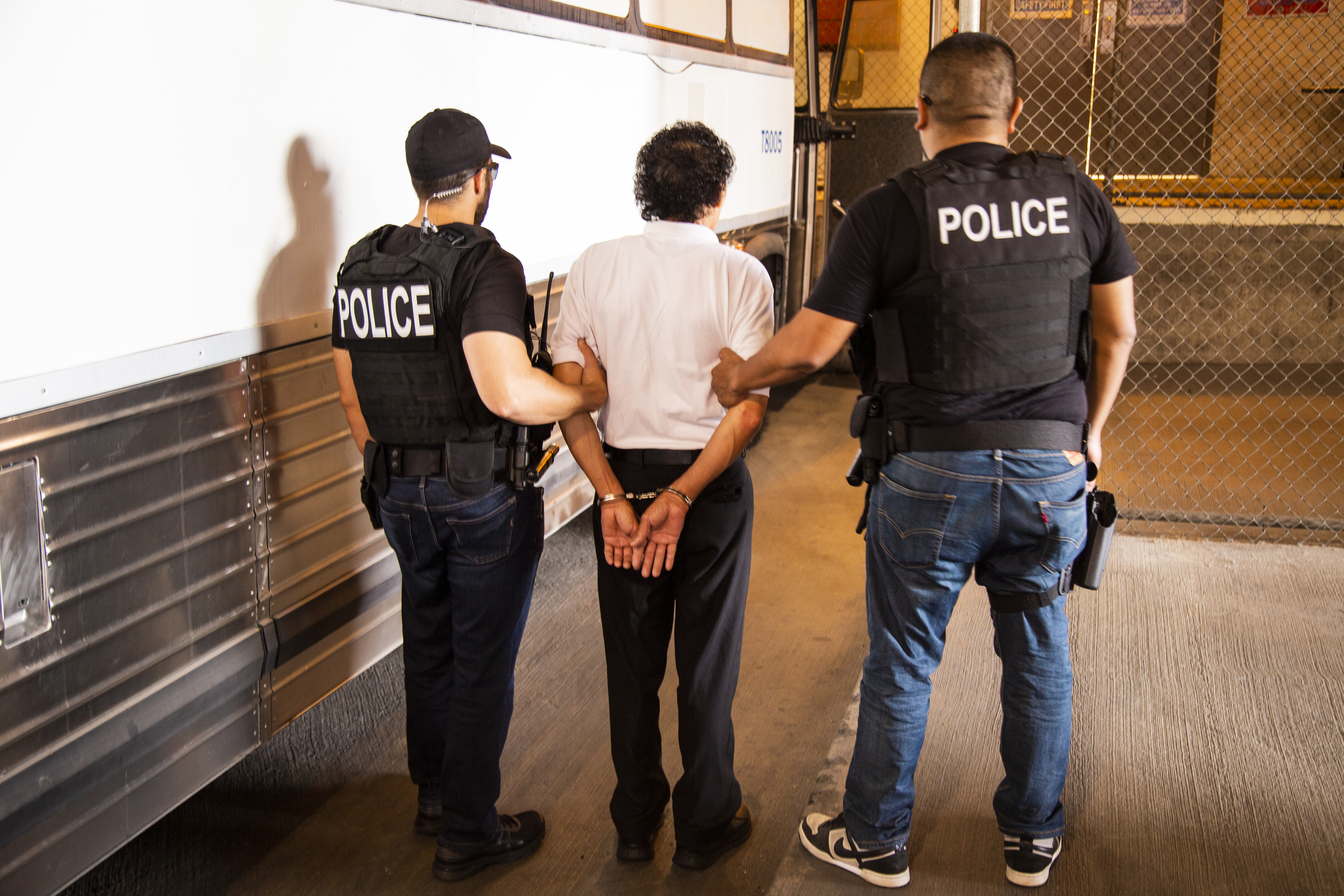
Agentes de ICE arrestan a un fugitivo sospechoso de violaciones de derechos humanos como parte de la Operación "No Safe Haven" 2019.

La inmigración ilegal se refiere al acto de un inmigrante que ingresa a los Estados Unidos sin la autorización previa requerida. Estos inmigrantes indocumentados están sujetos a la expulsión de los Estados Unidos. Las políticas relacionadas con la inmigración ilegal están principalmente reguladas por la Ley de Control y Reforma de la Inmigración de 1986 (IRCA) y la Ley de Reforma de la Inmigración Ilegal y Responsabilidad de los Inmigrantes de 1996 (IIRIRA). El Servicio de Inmigración y Control de Aduanas es responsable de la prevención e investigación de la inmigración ilegal.
En 1982, la Corte Suprema dictaminó en el caso Plyler v. Doe que los niños indocumentados tienen derecho a matricularse en escuelas públicas. Según la Ley de Tratamiento Médico de Emergencia y Trabajo Activo, los inmigrantes indocumentados tienen derecho a recibir servicios de cualquier hospital que acepte Medicare. Además, según la IRCA, es ilegal para los empleadores contratar a inmigrantes indocumentados.
Se estima que la población de inmigrantes ilegales de Estados Unidos oscila entre 11 y 12 millones.  La población de inmigrantes no autorizados alcanzó su punto máximo en 2007 y ha disminuido desde entonces.  La mayoría de los inmigrantes no autorizados de Estados Unidos son de México, pero "su número (y su participación en el total) ha ido disminuyendo" y, a partir de 2016, los mexicanos ya no constituyen una clara mayoría de inmigrantes no autorizados, como lo eran en el pasado.  Los inmigrantes no autorizados representaron alrededor del 5% de la fuerza laboral civil total de Estados Unidos en 2014.  En la década de 2010, una proporción cada vez mayor de inmigrantes no autorizados en Estados Unidos eran residentes de larga duración; En 2015, el 66% de los residentes adultos no autorizados habían vivido en el país durante al menos diez años, mientras que solo el 14% había vivido en EE. UU. durante menos de cinco años. 
Amnistía proporciona residencia permanente legal o un camino hacia la ciudadanía a inmigrantes indocumentados. En 1986, la IRCA autorizó una amnistía para los inmigrantes indocumentados que hubieran residido en Estados Unidos desde 1982. Aproximadamente tres millones de inmigrantes indocumentados recibieron amnistía en virtud de esta ley.  Se ha descubierto que los programas de amnistía tienen poco efecto general sobre las tasas de inmigración ilegal. 

### Política de aplazamiento
Estados Unidos cuenta con políticas que prevén una acción diferida para la expulsión de inmigrantes indocumentados. Cuando los inmigrantes indocumentados son colocados bajo acción diferida, el gobierno federal no emprende acciones legales contra ellos por su estatus migratorio y no se llevan a cabo procedimientos de deportación. La administración Reagan implementó el programa Family Fairness en 1987. Tras la aprobación de la IRCA, a algunos inmigrantes indocumentados se les concedió estatus legal, pero no a sus familiares inmediatos. El programa de Equidad Familiar otorgó aplazamiento a algunos familiares inmediatos de inmigrantes que obtuvieron estatus legal bajo la Ley de Control y Reforma Migratoria. El programa se amplió en 1990 y se convirtió en ley ese mismo año en virtud de la Ley de Inmigración de 1990 . 
La administración Obama implementó el programa de Acción Diferida para los Llegados en la Infancia (DACA) en 2012 para respaldar a los inmigrantes indocumentados que llegaron a Estados Unidos cuando eran niños. Bajo este programa, a los inmigrantes indocumentados elegibles se les otorga un aplazamiento de la expulsión de dos años y se les autoriza a trabajar legalmente en los Estados Unidos. El período de dos años también está sujeto a renovación.
Los requisitos de elegibilidad incluyen tener entre 15 y 31 años, haber llegado a los Estados Unidos antes de cumplir los 16 años, haber vivido en los Estados Unidos continuamente durante al menos cinco años y cumplir con cualquiera de los siguientes: poseer un diploma de escuela secundaria o GED, haber recibido una baja honorable del ejército o estar actualmente inscrito como estudiante. Los solicitantes también están sujetos a restricciones relacionadas con antecedentes penales u otras amenazas a la seguridad pública o nacional. Es importante señalar que los hijos de inmigrantes legales no califican para la protección de DACA si ingresaron al país legalmente.
En 2014, la administración Obama intentó implementar un segundo programa de aplazamiento llamado Acción Diferida para Padres de Estadounidenses (DAPA). Según este programa, se otorgaría un aplazamiento a inmigrantes indocumentados elegibles que fueran padres de ciudadanos estadounidenses o residentes permanentes legales. Sin embargo, este programa fue impugnado en el caso Estados Unidos contra Texas y finalmente fue rescindido por la administración Trump antes de su implementación.

### Política de eliminación
Los procedimientos de deportación se rigen por la Ley de Reforma de la Inmigración Ilegal y Responsabilidad de los Inmigrantes de 1996. La Oficina Ejecutiva de Revisión de Inmigración opera tribunales de inmigración, que supervisan los procedimientos de deportación de inmigrantes. Un juez de inmigración preside los procedimientos de deportación, que determinan si un inmigrante está sujeto a expulsión de los Estados Unidos. Los inmigrantes que enfrentan la deportación son elegibles para solicitar la cancelación de la expulsión si han establecido su residencia en los Estados Unidos durante al menos 10 años, no han cometido delitos graves y cuentan con un residente estadounidense legal.  
La mayoría de los procedimientos de inmigración son Derecho civil (son asuntos civiles, los inmigrantes no reciben las protecciones de la Sexta Enmienda, como el derecho a un abogado y el derecho a un juicio con jurado, aunque se ha descubierto que se aplican las protecciones de la Quinta Enmienda .   Como los procedimientos de deportación los lleva a cabo una agencia ejecutiva, están bajo la jurisdicción del poder ejecutivo y no del poder judicial del gobierno. El Fiscal General tiene autoridad sobre los tribunales de inmigración y las apelaciones son examinadas por la Junta de Apelaciones de Inmigración .  Algunos han pedido que los tribunales de inmigración se trasladen al poder judicial para evitar abusos mediante el fortalecimiento de la separación de poderes .  
La cuestión de si las personas que esperan una decisión sobre su deportación son detenidas o liberadas para vivir en los Estados Unidos, posiblemente pagando una fianza, es una cuestión que involucra tanto la ley como la discreción del Departamento de Justicia. La política al respecto ha variado a lo largo del tiempo y difiere según si las personas han cometido delitos (incluida la entrada fuera de un puesto de control oficial) o infracciones civiles.
El caso Zadvydas v. Davis de 2001 de la Corte Suprema estableció que los inmigrantes que no pueden ser deportados porque ningún país los aceptará no pueden ser detenidos indefinidamente. En algunos casos, los inmigrantes pueden estar sujetos a una expulsión acelerada, lo que resulta en una expulsión sin la participación de un tribunal de inmigración. Además, los inmigrantes sometidos a procedimientos de expulsión tienen la opción de retirar una solicitud o partir voluntariamente. Estos procesos y decisiones están influenciados por las circunstancias específicas de cada caso y las leyes vigentes en el momento de la revisión.